# Eoban
Eoban – żyjący w VIII wieku męczennik, święty Kościoła katolickiego.
Źródłem informacji o tym świętym są listy św. Bonifacego. Na polecenie apostoła od 735 roku prowadził działalność ewangelizacyjną w Anglii, a od 753 pełnił obowiązki biskupa pomocniczego (chorepiscopus) w nowo utworzonej diecezji w Utrechcie.
W czasie prowadzenia misji we Fryzji został pojmany i stracony razem ze świętymi: Adalariuszem (Adelher), Bonifacym, Bozą, Elleherem, Gundekarem, Hamundem, Hatewulfem, Hildebrandem, Scirbaldem, Walterem, Wakkardem, Wintrugiem i innymi. Ścięto Eobana ok. 754 roku. Głowy świętego nie odnaleziono, a relikwie przeniesiono najpierw do Fuldy, później do Erfurtu.
Jego wspomnienie liturgiczne obchodzone jest w Kościele katolickim, zgodnie z wpisem w Martyrologium Romanum 7 czerwca (wcześniej wspominany był 26 lipca). Można również spotkać dzień 5 czerwca przy okazji dnia pamięci św. Bonifacego.